# Heather Bergsma
Heather Richardson-Bergsma (* 20. März 1989 in High Point, North Carolina (USA)) ist eine US-amerikanische Eisschnellläuferin und ehemalige Inline-Speedskaterin.

## Werdegang
Bergsma begann ihre Karriere als Inline-Speedskaterin. Zwischen 2004 und 2006 gewann sie fünf WM-Titel bei den Junioren-Weltmeisterschaften. Bei den Senioren konnte sie 2007 weitere zwei WM-Titel im kolumbianischen Cali mit der Staffel gewinnen.
2006 schaffte Bergsma erfolgreich den Wechsel vom Inline-Speedskating zum Eisschnelllauf. Im Eisschnelllauf-Weltcup debütierte sie zu Beginn der Saison 2007/08 in Salt Lake City und belegte dabei den zehnten Platz über 1000 m in der Division B. Bei der Sprintweltmeisterschaft 2008 in Heerenveen kam sie auf den 25. Platz im Sprint-Mehrkampf. Im folgenden Jahr errang sie bei der Sprintweltmeisterschaft 2009 in Moskau den 20. Platz im Sprint-Mehrkampf und bei den Einzelstreckenweltmeisterschaften 2009 in Richmond den 16. Platz über 2 × 500 m und den 15. Platz über 1000 m. In der Saison 2009/10 erreichte sie beim Weltcup in Erfurt mit dem dritten Platz über 500 m ihre erste Weltcuppodestplatzierung. Bei ihrer ersten Olympiateilnahme 2010 in Vancouver kam sie auf den 16. Platz über 1500 m, den neunten Rang über 1000 m und den sechsten Platz über 500 m. Zu Beginn der folgenden Saison belegte sie im Weltcup drei zweite Plätze über 1000 m. Beim Weltcup in Obihiro holte sie über 1000 m ihre ersten beiden Weltcupsiege. In Moskau erreichte sie zwei dritte Plätze über 500 m und einen dritten Rang über 1000 m. Bei der Sprintweltmeisterschaft 2011 in Heerenveen wurde sie Vierte. Bronze gewann sie bei den Einzelstreckenweltmeisterschaften 2011 in Inzell über 1000 m. Die Saison beendete sie auf dem vierten Platz im Gesamtweltcup über 500 m und dem ersten Rang im Gesamtweltcup über 1000 m.
In der Saison 2011/12 kam Bergsma über 500 m dreimal auf den dritten Platz. Über 1000 m belegte sie zweimal den zweiten Platz und einmal den ersten Rang und erreichte den zweiten Platz im Gesamtweltcup über 1000 m. Im Januar 2012 wurde sie bei der Sprintweltmeisterschaft in Calgary Sechste. Bei den Einzelstreckenweltmeisterschaften 2012 in Heerenveen errang sie den achten Platz in der Teamverfolgung und jeweils den vierten Platz über 1000 m und über 2 × 500 m. Zu Beginn der folgenden Saison siegte sie beim Weltcup in Heerenveen über 1000 m. Über 500 m belegte sie dort zweimal den zweiten Platz. Im weiteren Saisonverlauf gewann sie über 1000 m drei Rennen und belegte einmal den zweiten Platz. Über 500 m errang sie zweimal den zweiten und einmal den dritten Platz. Im Januar 2013 wurde sie Weltmeisterin im Sprint-Vierkampf bei der Sprint-WM in Salt Lake City. Bei den Einzelstreckenweltmeisterschaften 2013 in Sotschi errang sie den achten Platz über 2 × 500 m und den sechsten Platz über 1000 m. Die Saison beendete sie auf dem fünften Platz im Gesamtweltcup über 500 m und dem ersten Rang im Gesamtweltcup über 1000 m. In der Saison 2013/14 kam sie im Weltcup 13 Mal aufs Podium. Sie gewann dabei viermal über 1000 m und zweimal über 500 m. Im Januar 2014 gewann sie bei der Sprint-WM in Nagano die Bronzemedaille in Sprint-Mehrkampf. Beim Saisonhöhepunkt, den Olympischen Winterspielen 2014 in Sotschi, war der siebte Platz jeweils über 1000 m und über 1500 m ihre beste Platzierung. Zum Saisonende erreichte sie den zweiten Platz im Gesamtweltcup über 500 m und wie im Vorjahr den ersten Rang im Gesamtweltcup über 1000 m.
In der folgenden Saison kam Bergsma beim Weltcup in Berlin viermal auf den zweiten Platz. Beim folgenden Weltcup in Heerenveen gewann sie über 500 m, über 1000 m und über 1500 m. Es folgten in der Saison weitere fünf Weltcupsiege und zwei zweite Plätze. Im Februar 2015 gewann sie bei den Einzelstreckenweltmeisterschaften in Heerenveen Bronze über 1500 m, Silber über 1000 m und Gold über 500 m. Im folgenden Monat holte sie bei der Sprint-WM in Astana Silber im Sprint-Mehrkampf. Bei der Mehrkampfweltmeisterschaft 2015 in Calgary wurde sie Vierte. Die Saison endete für sie auf dem fünften Platz im Gesamtweltcup über 1000 m, auf dem dritten Rang im Gesamtweltcup über 500 m, dem zweiten Rang im Gesamtweltcup über 1500 m und dem ersten Rang im Grand-Weltcup. Zu Beginn der Saison 2015/16 belegte sie beim Weltcup in Calgary über 500 m den zweiten Rang über 1500 m und den ersten Platz über 1000 m. Dabei stellte sie über 1000 m mit 1:12,51 min einen neuen Weltrekord auf. Es folgten zwei Siege über 1500 m, fünf dritte und acht zweite Plätze. Sie gewann damit den Weltcup über 500 m und belegte im Gesamtweltcup, im Weltcup über 1000 m und im Weltcup über 1500 m jeweils den zweiten Platz. Bei den Einzelstreckenweltmeisterschaften 2016 in Kolomna holte sie die Silbermedaille über 1000 m und 1500 m und bei der Sprint-WM 2016 in Seoul die Silbermedaille. In der Saison 2016/17 siegte sie fünfmal über 1000 m und viermal über 1500 m. Zudem errang sie einmal den zweiten und zweimal den dritten Platz und gewann damit den Gesamtweltcup, den Weltcup über 1000 m und den Weltcup über 1500 m. Bei den Einzelstreckenweltmeisterschaften 2017 in Gangwon holte sie die Bronzemedaille im Massenstart und jeweils die Goldmedaille über 1000 m und 1500 m. Ende Februar 2017 wurde sie bei der Sprint-WM in Calgary Zweite. In der folgenden Saison gewann sie den Weltcup in Calgary über 1000 m und lief in Stavanger auf den dritten Platz über 1000 m und auf den zweiten Rang über 1500 m. Beim Saisonhöhepunkt, den Olympischen Winterspielen 2018 in Pyeongchang, holte sie die Bronzemedaille in der Teamverfolgung. Zudem errang sie dort jeweils den 11. Platz im Massenstart und über 500 m und jeweils den achten Platz über 1000 m und 1500 m.
Bergsma wurde US-amerikanische Meisterin über 500 m (2011, 2017), über 1000 m (2011, 2012, 2013, 2017), über 1500 m (2010, 2011, 2012, 2013, 2015, 2017), im 2 × 500 m Lauf (2012, 2013, 2015) und im Sprint-Mehrkampf (2009, 2013).

## Persönliche Bestzeiten
- 500 m 36,90 s (aufgestellt am 16. November 2013 in Salt Lake City)
- 1000 m 1:12,28 min (aufgestellt am 25. Februar 2017 in Calgary)
- 1500 m 1:50,85 min (aufgestellt am 21. November 2015 in Salt Lake City)
- 3000 m 4:05,00 min (aufgestellt am 7. März 2015 in Calgary)
- 5000 m 7:20,27 min (aufgestellt am 8. März 2015 in Calgary)

## Teilnahmen an Weltmeisterschaften und Olympischen Winterspielen

### Olympische Spiele
- 2010 Vancouver: 6. Platz 500 m, 9. Platz 1000 m, 16. Platz 1500 m
- 2014 Sotschi: 6. Platz Teamverfolgung, 7. Platz 1000 m, 7. Platz 1500 m, 8. Platz 500 m
- 2018 Pyeongchang: 3. Platz Teamverfolgung, 8. Platz 1000 m, 8. Platz 1500 m, 11. Platz 500 m, 11. Platz Massenstart

### Einzelstrecken-Weltmeisterschaften
- 2009 Richmond: 15. Platz 1000 m, 16. Platz 2 × 500 m
- 2011 Inzell: 3. Platz 1000 m, 6. Platz 2 × 500 m, 8. Platz Teamverfolgung
- 2012 Heerenveen: 4. Platz 2 × 500 m, 4. Platz 1000 m, 8. Platz Teamverfolgung
- 2013 Sotschi: 6. Platz 1000 m, 8. Platz 2 × 500 m
- 2015 Heerenveen: 1. Platz 2 × 500 m, 2. Platz 1000 m, 3. Platz 1500 m
- 2016 Kolomna: 2. Platz 1000 m, 2. Platz 1500 m, 5. Platz 2 × 500 m, 13. Platz Massenstart
- 2017 Gangwon: 1. Platz 1000 m, 1. Platz 1500 m, 3. Platz Massenstart, 8. Platz 500 m

### Sprint-Weltmeisterschaften
- 2008 Heerenveen: 25. Platz Sprint-Mehrkampf
- 2009 Moskau: 20. Platz Sprint-Mehrkampf
- 2011 Heerenveen: 4. Platz Sprint-Mehrkampf
- 2012 Calgary: 6. Platz Sprint-Mehrkampf
- 2013 Salt Lake City: 1. Platz Sprint-Mehrkampf
- 2014 Nagano: 3. Platz Sprint-Mehrkampf
- 2015 Astana: 2. Platz Sprint-Mehrkampf
- 2016 Seoul: 2. Platz Sprint-Mehrkampf
- 2017 Calgary: 2. Platz Sprint-Mehrkampf

### Mehrkampf-Weltmeisterschaften
- 2015 Calgary: 4. Platz Kleiner-Vierkampf

## Weltcupsiege
| Nr. | Datum             | Ort        | Disziplin |
| --- | ----------------- | ---------- | --------- |
| 1.  | 11. Dezember 2010 | Obihiro    | 1000 m    |
| 2.  | 12. Dezember 2010 | Obihiro    | 1000 m    |
| 3.  | 4. März 2012      | Heerenveen | 1000 m    |
| 4.  | 18. November 2012 | Heerenveen | 1000 m    |
| 5.  | 8. Dezember 2012  | Nagano     | 1000 m    |
| 6.  | 19. Januar 2013   | Calgary    | 1000 m    |
| 7.  | 20. Januar 2013   | Calgary    | 1000 m    |
| 8.  | 10. November 2013 | Calgary    | 1000 m    |
| 9.  | 1. Dezember 2013  | Astana     | 1000 m    |
| 10. | 8. Dezember 2013  | Berlin     | 1000 m    |
| 11. | 7. März 2014      | Inzell     | 500 m     |
| 12. | 8. März 2014      | Inzell     | 500 m     |
| 13. | 9. März 2014      | Inzell     | 1000 m    |
| 14. | 13. Dezember 2014 | Heerenveen | 1000 m    |
| 15. | 14. Dezember 2014 | Heerenveen | 500 m     |
| 16. | 14. Dezember 2014 | Heerenveen | 1500 m    |
| 17. | 31. Januar 2015   | Hamar      | 1500 m    |

| Nr. | Datum             | Ort            | Disziplin |
| --- | ----------------- | -------------- | --------- |
| 18. | 7. Februar 2015   | Heerenveen     | 500 m     |
| 19. | 7. Februar 2015   | Heerenveen     | 1000 m    |
| 20. | 21. März 2015     | Erfurt         | 500 m     |
| 21. | 22. März 2015     | Erfurt         | 500 m     |
| 22. | 14. November 2015 | Calgary        | 1000 m    |
| 23. | 21. November 2015 | Salt Lake City | 1500 m    |
| 24. | 13. Dezember 2015 | Heerenveen     | 1500 m    |
| 25. | 12. November 2016 | Harbin         | 1000 m    |
| 26. | 13. November 2016 | Harbin         | 1500 m    |
| 27. | 19. November 2016 | Nagano         | 1000 m    |
| 28. | 20. November 2016 | Nagano         | 1500 m    |
| 29. | 11. Dezember 2016 | Heerenveen     | 1000 m    |
| 30. | 27. Januar 2017   | Berlin         | 1000 m    |
| 31. | 29. Januar 2017   | Berlin         | 1000 m    |
| 32. | 11. März 2017     | Stavanger      | 1500 m    |
| 33. | 12. März 2017     | Stavanger      | 1500 m    |
| 34. | 2. Dezember 2017  | Calgary        | 1000 m    |